# Dinamarca del Sur
Dinamarca del Sur (en danés: Region Syddanmark; en alemán: Region Süddänemark, pronunciado /ʁeˈɡi̯oːn zyːtˈdɛːnəˌmaʁk/; en frisón septentrional: Regiuun Syddanmark) es una región administrativa de Dinamarca, establecida el 1 de enero de 2007 por la reforma municipal danesa, que sustituyó la anterior división administrativa en distritos (amter) por cinco grandes regiones. Situada al sur del país, está formada principalmente por la península de Jutlandia y la isla de Fionia. Su capital es Vejle, de unos 51.000 habitantes, aunque la mayor ciudad es Odense, con una población de 188.000 habitantes.

## Composición de la región
La región de Dinamarca Meridional se formó a partir de los antiguos distritos de Fionia, Jutlandia Meridional y Ribe, además de diez municipios de la parte sur del distrito de Velje, de donde proceden los nuevos municipios de Fredericia, Vejle (compuesto por el antiguo Vejle, Børkop, y partes de Egtved, Give y Jelling) y Kolding (compuesto por el antiguo Kolding y partes de Lunderskov, Vamdrump, Egrved y Christiansfeld, procedente este último del condado de Jutlandia Meridional).

## Municipios
Con la reforma administrativa la región quedó dividida en un total de 22 nuevos municipios, formados a partir de combinaciones de 78 de las antiguas unidades municipales. A continuación se listan los municipios actuales:
| - Aabenraa - Ærø - Assens - Billund - Esbjerg - Faaborg-Midtfyn - Fanø - Fredericia - Haderslev - Kerteminde - Kolding - Langeland - Middelfart - Nordfyn - Nyborg - Odense - Sønderborg - Svendborg - Tønder - Varde - Vejen - Vejle | Mapa de municipios de Syddanmark. |